# Кремена Станчева
Кремена Станчева е българска народна певица, известна изпълнителка на шопски народни песни. Има издаден компактдиск и участие в много филми и предавания на БНТ.

## Биография
Кремена Станчева започва да пее пред публика още като дете, а през 1960 година, преди да навърши 20 години постъпва в Ансамбъла за народни песни на Българското национално радио. Кариерата ѝ продължава в световноизвестния хор „Мистерията на българските гласове“ повече от 50 години. Има висше икономическо образование.
Дълги години певицата ръководи детски вокални групи за народно пеене, майсторски клас по народно пеене в НБУ и курсове по народно пеене в България и САЩ. Ученици на Станчева са Даниел Спасов и Милен Иванов.
Кремена Станчева умира на 8 март 2013 г. в София. Погребана е в Централните софийски гробища.

## Творчество
Кремена Станчева е известна с дуетите си с Василка Андонова, сред които „Мало село“, „Леле свашке“, „Ерген деда“, „Пий момче вино“, „Момче дава злато за девойка“, „Пушка пукна“. Пеенето им се отличава с неповторимо сливане на гласовете, спятост, звучност и невероятно майсторство, особено при изпълнение на бавните жътварски песни.
Заедно с Василка Андонова и Надежда Хвойнева създават вокално трио „Гергана“. С триото изнасят много концерти в България и по света, правят записи за фонда на Българското национално радио.
Едни от най-добрите песни от богатия репертоар на Кремена Станчева са включени в компактдиска „Глас от мистерията“ (изд. ЗЕН Електроникс). Голяма част от тях са в дует с Василка Андонова, има песни с трио „Гергана“ и с „Мистерията на българските гласове“.

## Признание и награди
През 1975 г. песента на Кремена Станчева и Василка Андонова „Ветър вее“ получава голямата награда на конкурса „Приз Братислава“. Двете певици са отличени и на конкурса „Ой, Дунаве, плаве“.
Носителка е на орден „Кирил и Методий“.
По повод нейната 45-годишна творческа дейност е отличена с престижната награда „Кристална лира“ на Съюза на музикалните и танцови дейци в България.

## Памет
През 2014 г. е публикувана докторската дисертация на Виктория Христова „Творчески постижения на Кремена Станчева и Мистерията на българските гласове“.